# Andrea da Bologna
Andrea da Bologna, o de' Bartoli (fl. XIV secolo), è stato un miniatore e pittore italiano, documentato dal 1355 al 1369, e appartenente alla scuola bolognese, vicino a Simone dei Crocifissi.

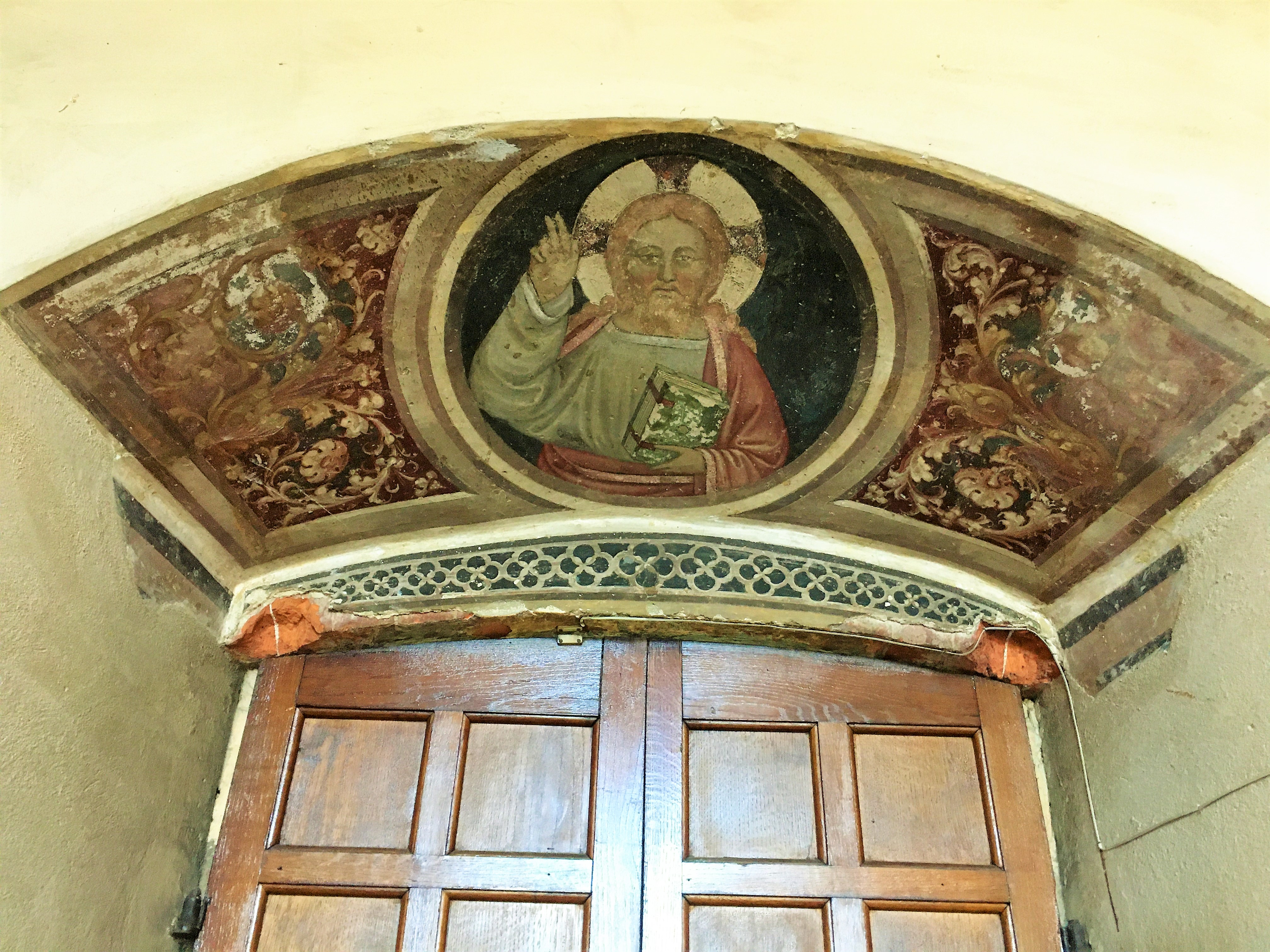
Cristo benedicente, Pavia, castello Visconteo

Fu autore dei disegni che ornano la Canzone delle Virtù e delle Scienze composta dal fratello Bartolomeo (Museo Condé di Chantilly). Suoi, certificati da un documento del 1368, sono gli affreschi della cappella di santa Caterina nella basilica inferiore di San Francesco ad Assisi; incerta è invece la sua presenza nella decorazione dell'abbazia di Pomposa. Intorno al sesto decennio del Trecento lavorò anche presso il castello Visconteo di Pavia, dove, nella cappella, rimangono alcuni suoi affreschi.
Alla scuola di Andrea appartiene anche una Madonna dell'umiltà attribuita a un non meglio noto Maestro di Tossino e presente nella Pinacoteca civica di Forlì.
Andrea fece parte di una tendenza figurativa che a Bologna, a partire dagli anni Sessanta, si oppose alla diffusa pittura goticheggiante facente capo a Vitale da Bologna e ai suoi allievi, tendenza di stampo neogiottesco, sorretta a Bologna dagli studi classici, razionalisti e protoumanisti promossi dall'Università e seguita parallelamente da Tommaso da Modena e Jacopo Avanzi.